# Rodenticid

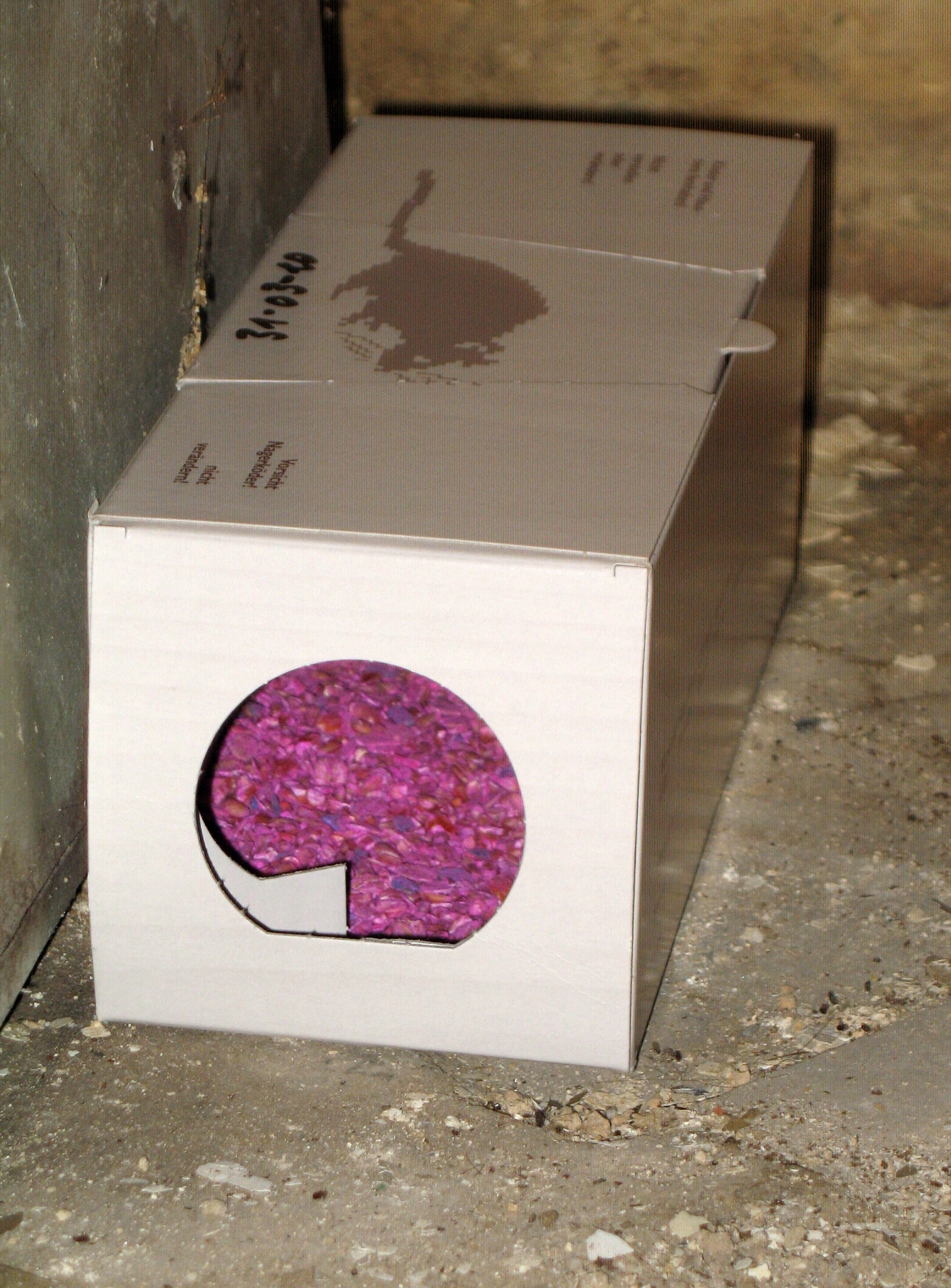
Stația tipică de intoxicare pentru raticide (Germania, 2010)

Rodenticidele (raticidele), colocvial otravă de șobolani sunt în mod tipic substanțe chimice nespecifice de combatere a dăunătorilor, produse și vândute în scopul uciderii rozătoarelor . 
Unele rodenticide sunt letale după o singură ingerare a substanței, în timp ce altele necesită ingerare repetată. Rozătoarele nu obișnuiesc să consume alimente necunoscut (aceasta poate fi o adaptare la incapacitatea lor de a vomita), preferând să testeze, să aștepte și să observe dacă îi face pe ei sau pe alți șobolani bolnavi.   Acest fenomen al timidității otrăvitoare este rațiunea pentru raticidele care ucid numai după ingerarea a multiple doze. 
Pe lângă faptul că rodenticidele sunt toxice pentru mamiferele care le ingerează, inclusiv câinii, pisicile și oamenii, multe rodenticide prezintă un risc secundar de intoxicație pentru animalele care vânează sau care consumă cadavrele șobolanilor. 

## Eradicări de șobolani notabile
Mai multe insule din diferite zone ale planetei au eradicat întreaga populație de șobolani. Aceste insule sunt Campbell Island, Noua Zeelandă (11.300 ha),  Hawadax Island, Alaska (cunoscut anterior ca Insula Șobolanilor, 2.670 ha)  și Canna, Scoția (1,030 ha, a fost declarată lipsită de șobolani în 2008). 